# Zach Clough
Zach Paul John Clough (Mánchester, Inglaterra, 8 de marzo de 1995) es un futbolista británico que juega de delantero en el Selangor F. C. de la Superliga de Malasia.

## Clubes
| Club                            | País       | Año       |
| ------------------------------- | ---------- | --------- |
| Bolton Wanderers F. C.          | Inglaterra | 2013-2017 |
| Nottingham Forest F. C.         | Inglaterra | 2017-2021 |
| Bolton Wanderers F. C. (cesión) | Inglaterra | 2018      |
| Rochdale A. F. C. (cesión)      | Inglaterra | 2018-2019 |
| Wigan Athletic F. C.            | Inglaterra | 2021      |
| Carlisle United F. C.           | Inglaterra | 2021-2022 |
| Adelaide United F. C.           | Australia  | 2022-2025 |
| Selangor F. C.                  | Malasia    | 2025-     |